# 大西洋艦隊 (イギリス)
大西洋艦隊 (Atlantic Fleet) はイギリス海軍の艦隊の一つ。イギリス海軍で公式に大西洋艦隊と呼ばれたものは2回存在した。一つ目は1909年から1914年まで存在し、二つ目は1919年から1932年まで存在した。

## 概要
大西洋艦隊は当時の第一海軍卿ジョン・アーバスノット・フィッシャー元帥によるイギリス海軍再編の一部として、1909年に海峡艦隊から分離して作られた。
大西洋艦隊は、ドイツ帝国との緊張が高まり艦隊の構成を見直す必要が生じた1914年まで存在した。大西洋艦隊は本国艦隊に吸収され、本国艦隊はグランドフリートと改名された。
第一次世界大戦後にヨーロッパでの経済及び政治状況の変化を反映してイギリス海軍の再編が行われ、1919年に再び大西洋艦隊は誕生した。大西洋艦隊はグランドフリートの解隊により、その大部分を持って編成された。
その短い歴史の中で大西洋艦隊が海戦を戦うことはなかった。1931年に艦隊でインバーゴードン反乱が発生した。艦隊の水兵たちは公然と命令に従うことを拒否した。原因は給料の削減であった。この反乱は2日間続いた。
大西洋艦隊は1932年に消滅した。海軍本部がインバーゴードン反乱によって動揺しており、大西洋艦隊は本国艦隊と改名された。海軍本部はこれにより反乱の記憶を抹消できるだろうと考えた。